# Ванаториј Мари (Ђурђу)
Ванаториј Мари (рум. Vânătorii Mari) насеље је у Румунији у округу Ђурђу у општини Ванаториј Мичи. Oпштина се налази на надморској висини од 126 m.

## Становништво
Према подацима из 2002. године у насељу је живело 1301 становника, од којих су сви румунске националности.